# Óðr
Odur (em nórdico antigo: Óðr), muitas vezes confundido com Odin, é um deus da mitologia nórdica, responsável por guiar a carruagem do dia, que anda pelos céus. Consequentemente não fica muito em Asgard, fazendo com que sua esposa Freya chore lágrimas de ouro. As informações sobre Odur são escassas e há teorias que os relatos na Edda em prosa sobre Odur e Freia, são na verdade, sobre Odin e Frigga. Óðr é também relatado como sendo pai de Hnoss e Gersemi.